# ذا ليجند أوف زيلدا: سبيرت تراكس
ذا ليجند أوف زيلدا: سبيرت تراكس (باليابانية: ゼルダの伝説 大地の汽笛)، زيرودا نو دينسيتسو: دايتشي نو كيتيكي، وتعني حرفيا أسطورة زيلدا: صافرة القطار على طول العالم، هي لعبة أكشن-مغامرات وهي اللعبة الخامسة عشرة في سلسلة أسطورة زيلدا. طورها فريق نينتندو إنترتينمنت للتحليل والتنمية وأطلقت على نظام نينتندو دي إس المحمول، وأصدرت في جميع أنحاء العالم في ديسمبر 2009.
اللعبة تحتوي على نمط سل المظلل والمماثل للعبة موقظة الرياح والساعة الرملية الشبح. يسافر البطل لينك عبر عالم اللعبة باستخدام قطار بخاري مجهز بمدفع مثل الباخرة في الساعة الرملية الشبح. يمكن للاعب أيضا السيطرة على الأشباح، وهم من أصعب الأعداء في لعبة الساعة الرملية الشبح، :23 ويعزف على آلة تسمى ناي الروح :27

## وصلة خارجية
- ذا ليجند أوف زيلدا: سبيرت تراكس على موقع IMDb (الإنجليزية)

- الموقع الرسمي